# Liste der Kulturdenkmale in Berlin-Waidmannslust

Lage von Waidmannslust in Berlin

In der Liste der Kulturdenkmale von Waidmannslust sind die Kulturdenkmale des Berliner Ortsteils Waidmannslust im Bezirk Reinickendorf aufgeführt.

## Denkmalbereiche (Ensembles)
| Nr.      | Lage                                              | Offizielle Bezeichnung                                                          | Bestandteile / Beschreibung | Bild                                      |
| -------- | ------------------------------------------------- | ------------------------------------------------------------------------------- | --- | ----------------------------------------- |
| 09012219 | Oraniendamm 64–73 Waidmannsluster Damm 190 (Lage) | Volta-Werke, ehem. Spezialfabrik für Transformatoren und Hochspannungs-Apparate | Bestandteile des Ensembles: 1888, 1915–62 | Bestandteile des Ensembles: 1888, 1915–62 |
| 09012219 | Oraniendamm 64–73 Waidmannsluster Damm 190 (Lage) | Volta-Werke, ehem. Spezialfabrik für Transformatoren und Hochspannungs-Apparate | 09050201 – Oraniendamm 64, Montagehalle Behälterbau Fertigstellung: 1958 Entwurf und Ausführung: Anton Schmittlein Bauherr: Volta-Werke Elektrizitäts-AG |                                           |
| 09012219 | Oraniendamm 64–73 Waidmannsluster Damm 190 (Lage) | Volta-Werke, ehem. Spezialfabrik für Transformatoren und Hochspannungs-Apparate | 09050199 – Oraniendamm 68, Verwaltungsgebäude Fertigstellung: 1959–60 Entwurf und Architekt: Herbert Noth Ausführung: Baufirma Anton Schmittlein         |                                           |
| 09012219 | Oraniendamm 64–73 Waidmannsluster Damm 190 (Lage) | Volta-Werke, ehem. Spezialfabrik für Transformatoren und Hochspannungs-Apparate | 09020003 – Oraniendamm 69, Pförtnerhaus Fertigstellung: 1960 Entwurf: Herbert Noth                                                                       |                                           |
| 09012219 | Oraniendamm 64–73 Waidmannsluster Damm 190 (Lage) | Volta-Werke, ehem. Spezialfabrik für Transformatoren und Hochspannungs-Apparate | 09012265 – Oraniendamm 70, Fabrikgebäude Fertigstellung: 1888 Entwurf und Ausführung: F. Fährmann Bauherr: F. Budweg und Sohn                            |                                           |
| 09012219 | Oraniendamm 64–73 Waidmannsluster Damm 190 (Lage) | Volta-Werke, ehem. Spezialfabrik für Transformatoren und Hochspannungs-Apparate | 09020001 – Oraniendamm 71 / Waidmannsluster Damm 190, Mitteltrafo-Montagehalle Fertigstellung: 1922 Erweiterung: 1962                                    |                                           |
| 09012219 | Oraniendamm 64–73 Waidmannsluster Damm 190 (Lage) | Volta-Werke, ehem. Spezialfabrik für Transformatoren und Hochspannungs-Apparate | 09012460 – Oraniendamm 72, Versandhalle Fertigstellung: 1959                                                                                             |                                           |
| 09012219 | Oraniendamm 64–73 Waidmannsluster Damm 190 (Lage) | Volta-Werke, ehem. Spezialfabrik für Transformatoren und Hochspannungs-Apparate | 09012350 – Waidmannsluster Damm 190, Großtrafo-Montagehalle Fertigstellung: 1937 Erweiterung: 1962 Entwurf: Herbert Heinke                               |                                           |
| 09012219 | Oraniendamm 64–73 Waidmannsluster Damm 190 (Lage) | Volta-Werke, ehem. Spezialfabrik für Transformatoren und Hochspannungs-Apparate | 09012459 – Waidmannsluster Damm 190, Großtrafo-Wicklerei Fertigstellung: 1922 Erweiterung: 1961 Entwurf: Anton Schmittlein                               |                                           |
| 09012219 | Oraniendamm 64–73 Waidmannsluster Damm 190 (Lage) | Volta-Werke, ehem. Spezialfabrik für Transformatoren und Hochspannungs-Apparate | Nicht konstituierende Bestandteile des Ensembles: Oraniendamm 65–66, 73                                                                                  |                                           |

## Denkmalbereiche (Gesamtanlagen)
| Nr.      | Lage                                                                     | Offizielle Bezeichnung                                                                                         | Beschreibung | Bild               |
| -------- | ------------------------------------------------------------------------ | --- | --- | ------------------ |
| 09011327 | Dianastraße 41–43 (Lage)                                                 | Ehemalige Residenz des Hohen Kommissars der Französischen Republik für Deutschland                             | Wohn- und Repräsentationsgebäude Fertigstellung: 1903–1904 Entwurf und Architekt: Ernst Busse Bauherr: Ernst Noelte Umbau eines Mietshauses: um 1945 Bauherr: Französische Militärverwaltung |                    |
| 09011327 | Dianastraße 41–43 (Lage)                                                 | Ehemalige Residenz des Hohen Kommissars der Französischen Republik für Deutschland                             | Wachgebäude |                    |
| 09011327 | Dianastraße 41–43 (Lage)                                                 | Ehemalige Residenz des Hohen Kommissars der Französischen Republik für Deutschland                             | Wirtschaftshaus mit Garage |                    |
| 09011327 | Dianastraße 41–43 (Lage)                                                 | Ehemalige Residenz des Hohen Kommissars der Französischen Republik für Deutschland                             | Garten mit Vorfahrt und Einfriedung |                    |
| 09011896 | Dianastraße 44–46 (Lage)                                                 | Ehemalige Residenz des stellvertretenden Kommandanten (Gesandter) der Französischen Militärregierung in Berlin | Villa Fertigstellung: 1908 Entwurf und Architekt: Ernst Fröhlich Ausführung: Baufirma Gustav Müller Bauherr: A. Mühlhens, 1945–1992 in Französischem Besitz                                  |                    |
| 09011896 | Dianastraße 44–46 (Lage)                                                 | Ehemalige Residenz des stellvertretenden Kommandanten (Gesandter) der Französischen Militärregierung in Berlin | Nebengebäude an der Villa |                    |
| 09011896 | Dianastraße 44–46 (Lage)                                                 | Ehemalige Residenz des stellvertretenden Kommandanten (Gesandter) der Französischen Militärregierung in Berlin | Nebengebäude im Garten |                    |
| 09012166 | Nach der Höhe 12–13 (Lage)                                               | Mietshäuser | Nr. 12, Fertigstellung: 1906–1907 Entwurf und Ausführung: Architekturbüro & Baugeschäft Albert Mehl Bauherr: Rudolf Schmidt                                                                  |                    |
| 09012166 | Nach der Höhe 12–13 (Lage)                                               | Mietshäuser | Nr. 13 |                    |
| 09012218 | Oraniendamm 38–43 Dianastraße 1–5                                        | Pumpstation Waidmannslust                                                                                      | |                    |
| 09012218 | Oraniendamm 38–43 Dianastraße 1–5                                        | Pumpstation Waidmannslust                                                                                      | Maschinenhaus Fertigstellung: 1913–1914 Entwurf: Kanalbauamt Waidmannslust-Lübars Bauherr: Landgemeinde Lübars (Lage)                                                                        | Maschinenhaus      |
| 09012218 | Oraniendamm 38–43 Dianastraße 1–5                                        | Pumpstation Waidmannslust                                                                                      | Beamtenwohnhaus mit Wirtschaftsgebäuden (Lage) | Beamtenwohnhaus    |
| 09012218 | Oraniendamm 38–43 Dianastraße 1–5                                        | Pumpstation Waidmannslust                                                                                      | Verwaltungsgebäude (Lage) | Verwaltungsgebäude |
| 09012423 | Waidmannsluster Damm 82/88A Bondickstraße 31–35 (Lage)                   | Wohnanlage | 6 Wohnzeilen, Fertigstellung: 1953–1954 Entwurf und Architekt: G. Beyer und A. Hegner Bauherr: Gemeinnützige Wittenauer Wohnungsbaugenossenschaft eGmbH                                      |                    |
| 09012464 | Zabel-Krüger-Damm 3/5 Benekendorffstraße 16/18 Gutachstraße 22–29 (Lage) | Mietshausgruppe                                                                                                | Fertigstellung: 1926–1927 Entwurf und Architekt: Kurt Heinrich Tischer Ausführung: Baugeschäft Dyckerhoff und Widmann AG Bauherr: Waidmannsluster Mietshaus-Baugesellschaft mbH              |                    |

## Baudenkmale
| Nr.      | Lage                                                                      | Offizielle Bezeichnung                           | Beschreibung | Bild |
| -------- | ------------------------------------------------------------------------- | ------------------------------------------------ | --- | ---- |
| 09011783 | Am Dianaplatz 4–5 (Lage)                                                  | Doppelwohnhaus mit Vorgarteneinfriedung          | Fertigstellung: 1913 Entwurf und Architekt: Reinhold Lange Bauherr: Wilhelm Herbert |      |
| 09011814 | Artemisstraße 10 (Lage)                                                   | Wohnhaus                                         | Fertigstellung: 1899 Entwurf und Architekt: Curt Hauffe Bauherr: A. Nester |      |
| 09011815 | Artemisstraße 18/26 (Lage Schulgebäude) (Lage Turnhalle)                  | Münchhausen-Grundschule                          | Schule Fertigstellung: 1900–1901 Entwurf und Architekt: Emil Bopst Ausführung: August Seeger Bauherr: Landgemeinde Lübars |      |
| 09011815 | Artemisstraße 18/26 (Lage Schulgebäude) (Lage Turnhalle)                  | Münchhausen-Grundschule                          | Erweiterungsflügel Fertigstellung: 1936–1937 Entwurf und Architekt: Haase Bauherr: Hochbau- und Siedlungsamt Reinickendorf |      |
| 09011815 | Artemisstraße 18/26 (Lage Schulgebäude) (Lage Turnhalle)                  | Münchhausen-Grundschule                          | Turnhalle Fertigstellung: 1909 |      |
| 09011868 | Bondickstraße 1 (Lage Villa) (Lage Wirtschaftsgebäude) (Lage Eckpavillon) | Villa Albrecht                                   | Villa Fertigstellung: 1910 Entwurf und Architekt: Emil Bopst Bauherr: Albrecht; von 1950 bis 1994 befand sich in der Villa die Residenz des französischen Stadtkommandanten (Résidence du Général), heute ist es die Residenz des Botschafters von Algerien. |      |
| 09011868 | Bondickstraße 1 (Lage Villa) (Lage Wirtschaftsgebäude) (Lage Eckpavillon) | Villa Albrecht                                   | Wirtschaftsgebäude |      |
| 09011868 | Bondickstraße 1 (Lage Villa) (Lage Wirtschaftsgebäude) (Lage Eckpavillon) | Villa Albrecht                                   | Vorgarteneinfriedung mit Eckpavillon und zwei Torbauten |      |
| 09011869 | Bondickstraße 6 (Lage)                                                    | Typenholzhaus                                    | Fertigstellung: 1892 Entwurf und Architekt: Franz Wähler Ausführung und Bauherr: Franz Wähler |      |
| 09011870 | Bondickstraße 14 (Lage)                                                   | Evangelische Königin-Luise-Kirche                | Kirche Fertigstellung: 1912–1913 Entwurf und Architekt: Robert Leibnitz Bauherr: Gemeindekirchenrat Lübars Umbau: 1960–1961 Entwurf und Architekt: Walter Krüger Ausführung und Architekt: Pauk Taeger                                                       |      |
| 09011870 | Bondickstraße 14 (Lage)                                                   | Evangelische Königin-Luise-Kirche                | Kircheninnern |      |
| 09011870 | Bondickstraße 14 (Lage)                                                   | Evangelische Königin-Luise-Kirche                | Jubiläumsbrunnen Fertigstellung: 1925 Entwurf und Ausführung: Joseph Breitkopf-Cosel |      |
| 09011871 | Bondickstraße 18–20 (Lage)                                                | Wohnhaus                                         | Fertigstellung: 1926–1927 Entwurf und Architekt: Hermann Bamm Bauherr: Wilhelm Bertelsmann |      |
| 09011872 | Bondickstraße 22 (Lage)                                                   | Wohnhaus mit Vorgarteneinfriedung                | Fertigstellung: 1910 Entwurf und Architekt: Albert Mehl Bauherr: Maria Minks |      |
| 09011873 | Bondickstraße 76 (Lage)                                                   | Evangelisches Pfarrhaus mit Vorgarteneinfriedung | Fertigstellung: 1910–1911 Entwurf und Architekt: Robert Leibnitz Ausführung: Baufirma Hermann Bamm Bauherr: Gemeindekirchenrat Lübars |      |
| 09011874 | Bondickstraße 78 (Lage)                                                   | Wohnhaus                                         | Fertigstellung: 1930 Entwurf und Architekt: Leo Nachtlicht Bauherr: Walter Loebe |      |
| 09011893 | Dianastraße (Lage)                                                        | Eisenbahnviadukt                                 | Fertigstellung: 1910–1912 Entwurf und Bauherr: Königliche Eisenbahndirektion Berlin |      |
| 09011894 | Dianastraße 12 (Lage)                                                     | Wohnhaus mit Remise                              | Fertigstellung: 1907–1908 Entwurf und Architekt: Ernst Fröhlich Bauherr: Alfred Kuttula |      |
| 09011894 | Dianastraße 12 (Lage)                                                     | Wohnhaus mit Remise                              | Remise |      |
| 09011895 | Dianastraße 22 Fürst-Bismarck-Straße 21 (Lage)                            | Mietshaus                                        | Fertigstellung: 1902 Entwurf und Architekt: Ernst Busse Ausführung & Bauherr: Baufirma Franz Weickert |      |
| 09011897 | Dianastraße 49 (Lage)                                                     | Villa                                            | Fertigstellung: 1890 Entwurf: Hermann Enders Bauherr: Erich Erbrecht |      |
| 09012060 | Hubertusstraße 5 (Lage)                                                   | Wohnhaus mit Vorgarteneinfriedung                | Fertigstellung: 1908 Entwurf und Architekt: Max Mader Bauherr: Frieda Göricke |      |
| 09012061 | Hubertusstraße 6 (Lage)                                                   | Wohnhaus mit Vorgarteneinfriedung                | Fertigstellung: 1907 Entwurf und Architekt: Albert Mehl Bauherr: Robert Weber |      |
| 09012169 | Nimrodstraße 1 Jean-Jaurès-Straße (Lage)                                  | Wohnhaus                                         | Fertigstellung: 1899 Entwurf und Bauherr: Königliche Eisenbahndirektion Berlin |      |
| 09012170 | Nimrodstraße 25/27 (Lage)                                                 | Wohnhaus                                         | Fertigstellung: 1897 Entwurf und Architekt: H. Apitz Bauherr: G. Barniske |      |
| 09012171 | Nimrodstraße 29 (Lage)                                                    | Wohnhaus                                         | Fertigstellung: 1902 Entwurf und Architekt: Ernst Busse Ausführung: Baufirma Gustav Müller Bauherr: Müller |      |
| 09012172 | Nimrodstraße 46/48 (Lage)                                                 | Doppelwohnhaus mit Vorgarteneinfriedung          | Fertigstellung: 1910–1914 Entwurf und Ausführung: Max Brinkmann Bauherr: Ottilie Brinkmann |      |
| 09012173 | Nimrodstraße 53 (Lage)                                                    | Typenholzhaus                                    | Fertigstellung: 1892 Entwurf und Architekt: Franz Wähler Ausführung und Bauherr: Franz Wähler |      |
| 09012174 | Nimrodstraße 54 (Lage)                                                    | Typenholzhaus                                    | Fertigstellung: 1924–1925 Entwurf: Höntsch & Co Ausführung: Baufirma Hermann Bamm Bauherr: Dr. Richard Blockmann |      |
| 09012175 | Nimrodstraße 91 (Lage)                                                    | Wohnhaus, Garage und Einfriedung                 | Fertigstellung: 1937–1939 Entwurf und Architekt: A. Jürgensen und C. Börner Ausführung: Baufirma Hermann Bamm Bauherr: Martin Goppler |      |
| 09012424 | Waidmannsluster Damm 98 (Lage)                                            | Villa mit Vorgarteneinfriedung                   | Fertigstellung: 1894 Entwurf und Architekt: Franz Wähler Bauherr: Carl Prescher |      |
| 09012425 | Waidmannsluster Damm 112/114 (Lage)                                       | Wohnhaus mit Vorgarteneinfriedung                | Fertigstellung: 1910 Entwurf und Architekt: Albert Mehl Bauherr: Albert Mehl |      |
| 09012426 | Waidmannsluster Damm 117 (Lage)                                           | Wohnhaus                                         | Fertigstellung: 1893 Entwurf und Architekt: Franz Wähler |      |
| 09012427 | Waidmannsluster Damm 122 (Lage)                                           | Wohnhaus                                         | Fertigstellung: 1888 |      |
| 09012428 | Waidmannsluster Damm 138 (Lage)                                           | Wohnhaus Bondick                                 | Fertigstellung: 1885 Entwurf und Architekt: Carl Sott Bauherr: Ernst Bondick |      |
| 09012428 | Waidmannsluster Damm 138 (Lage)                                           | Teilverlust: Remise                              | Aberkennung: 2016 |      |
| 09012429 | Waidmannsluster Damm 152 (Lage)                                           | Wohnhaus                                         | Fertigstellung: 1886 Entwurf und Ausführung: F. Hoff Bauherr: Gustav Joachim |      |
| 09012430 | Waidmannsluster Damm 155 (Lage)                                           | Mietshaus mit Vorgarteneinfriedung               | Fertigstellung: 1906–1907 Entwurf und Architekt: Ernst Busse Bauherr: Wilhelm Herbst |      |
| 09012431 | Waidmannsluster Damm 157 (Lage)                                           | Mietshaus mit Laden                              | Fertigstellung: 1903–1904 Entwurf und Architekt: Emil Bopst Ausführung: August Seeger Bauherr: F. Heise |      |
| 09012432 | Waidmannsluster Damm 170 (Lage)                                           | Mietshaus mit Vorgarteneinfriedung               | Fertigstellung: 1893 Entwurf und Bauherr: August Seeger |      |
| 09012433 | Waidmannsluster Damm 179 (Lage)                                           | S-Bahnhof Waidmannslust                          | Bahnhof und Brücke Fertigstellung: 1909–1910 Entwurf: Karl Cornelius und Doergé Bauherr: Königliche Eisenbahndirektion Berlin |      |
| 09012433 | Waidmannsluster Damm 179 (Lage)                                           | S-Bahnhof Waidmannslust                          | Eingangsbereich |      |
| 09012433 | Waidmannsluster Damm 179 (Lage)                                           | S-Bahnhof Waidmannslust                          | Brücke |      |
| 09012466 | Zabel-Krüger-Damm 17 (Lage)                                               | Mietshaus mit Stall                              | Fertigstellung: 1892 Entwurf und Ausführung: Wilhelm Wartenberg Bauherr: Wilhelm Wartenberg |      |
| 09012466 | Zabel-Krüger-Damm 17 (Lage)                                               | Mietshaus mit Stall                              | Stall |      |
| 09012467 | Zabel-Krüger-Damm 50/52 Waldshuter Zeile (Lage)                           | Wohnsiedlung Rollberge, Wohnhochhausgruppe       | Fertigstellung: 1969–1971 Entwurf und Architekt: Hans Scharoun Bauherr: Gemeinnützige Siedlungs- und Wohnungsbaugesellschaft (GSW) |      |
| 09012476 | Zehntwerderweg 41A Straße 30 (Lage)                                       | Jagdschloß Mehlich                               | Villa Fertigstellung: 1890 Entwurf und Architekt: Wilhelm Prescher Ausführung: Carl Sott Bauherr: J. Mehlich |      |

## Gartendenkmale
| Nr.      | Lage              | Offizielle Bezeichnung | Beschreibung            | Bild |
| -------- | ----------------- | ---------------------- | ----------------------- | ---- |
| 09046232 | Dianaplatz (Lage) | Dianaplatz             | Fertigstellung: um 1900 |      |

## Ehemalige Denkmale
| Nr.      | Lage                      | Offizielle Bezeichnung | Beschreibung | Bild |
| -------- | ------------------------- | ---------------------- | --- | ---- |
| 09012080 | Jean-Jaurès-Straße (Lage) | Bedürfnisanstalt       | Fertigstellung: um 1910 Bauherr: Gemeinde Lübars-Waidmannslust Die Bedürfnisanstalt, ein so genanntes Café Achteck, wurde 1999 demontiert und restauriert und steht seit August 2000 in Tegel an der Kreuzung Schloßstraße/Berliner Straße., 11/2024 von Denkmalliste gestrichen |      |